# Johanna Manninen
Johanna Katriina Manninen (ur. 4 kwietnia 1980 w Seinäjoki) – fińska lekkoatletka specjalizująca się w biegach sprinterskich, uczestniczka letnich igrzysk olimpijskich w Atlancie (1996), Sydney (2000) oraz Atenach (2004).

## Sukcesy sportowe
- pięciokrotna mistrzyni Finlandii w biegu na 100 m – 2001, 2002, 2003, 2004, 2007
- czterokrotna mistrzyni Finlandii w biegu na 200 m – 2000, 2001, 2002, 2003[1]
- mistrzyni Finlandii w sztafecie 4 × 100 m – 2008
- trzykrotna halowa mistrzyni Finlandii w biegu na 60 m – 2001, 2002, 2008
- pięciokrotna halowa mistrzyni Finlandii w biegu na 200 m – 1998, 2000, 2001, 2002, 2004[2]
- wielokrotna reprezentantka kraju w meczach międzypaństwowych (19 zwycięstw indywidualnych)

| Rok  | Miasto      | Zawody                         | Konkurencja                                    | Wynik                     |
| ---- | ----------- | ------------------------------ | ---------------------------------------------- | ------------------------- |
| 1995 | Nyíregyháza | mistrzostwa Europy juniorów    | bieg na 200 m                                  | 6. miejsce                |
| 1996 | Sydney      | mistrzostwa świata juniorów    | bieg na 200 m                                  | 8. miejsce                |
| 1997 | Lublana     | mistrzostwa Europy juniorów    | bieg na 100 m bieg na 200 m                    | złoty medal brązowy medal |
| 1998 | Annecy      | mistrzostwa świata juniorów    | bieg na 200 m                                  | 4. miejsce                |
| 1999 | Ryga        | mistrzostwa Europy juniorów    | bieg na 100 m bieg na 200 m sztafeta 4 × 100 m | srebrny medal             |
| 2001 | Amsterdam   | młodzieżowe mistrzostwa Europy | bieg na 100 m bieg na 200 m                    | brązowy medal złoty medal |
| 2007 | Bangkok     | uniwersjada                    | bieg na 100 m sztafeta 4 × 100 m               | złoty medal               |

## Rekordy życiowe
- bieg na 100 m – 11,27 – Vaasa 23/06/2007
- bieg na 200 m – 22,93 – Edmonton 08/08/2001
- bieg na 400 m – 53,56 – Göteborg 01/09/2001
- bieg na 50 m (hala) – 6,32 – Liévin 23/02/2003
- bieg na 60 m (hala) – 7,22 – Stuttgart 02/02/2003
- bieg na 100 m (hala) – 11,41 – Tampere 14/02/2004 rekord Finlandii
- bieg na 200 m (hala) – 23,28 – Liévin 23/02/2003